# Emmingen-Liptingen

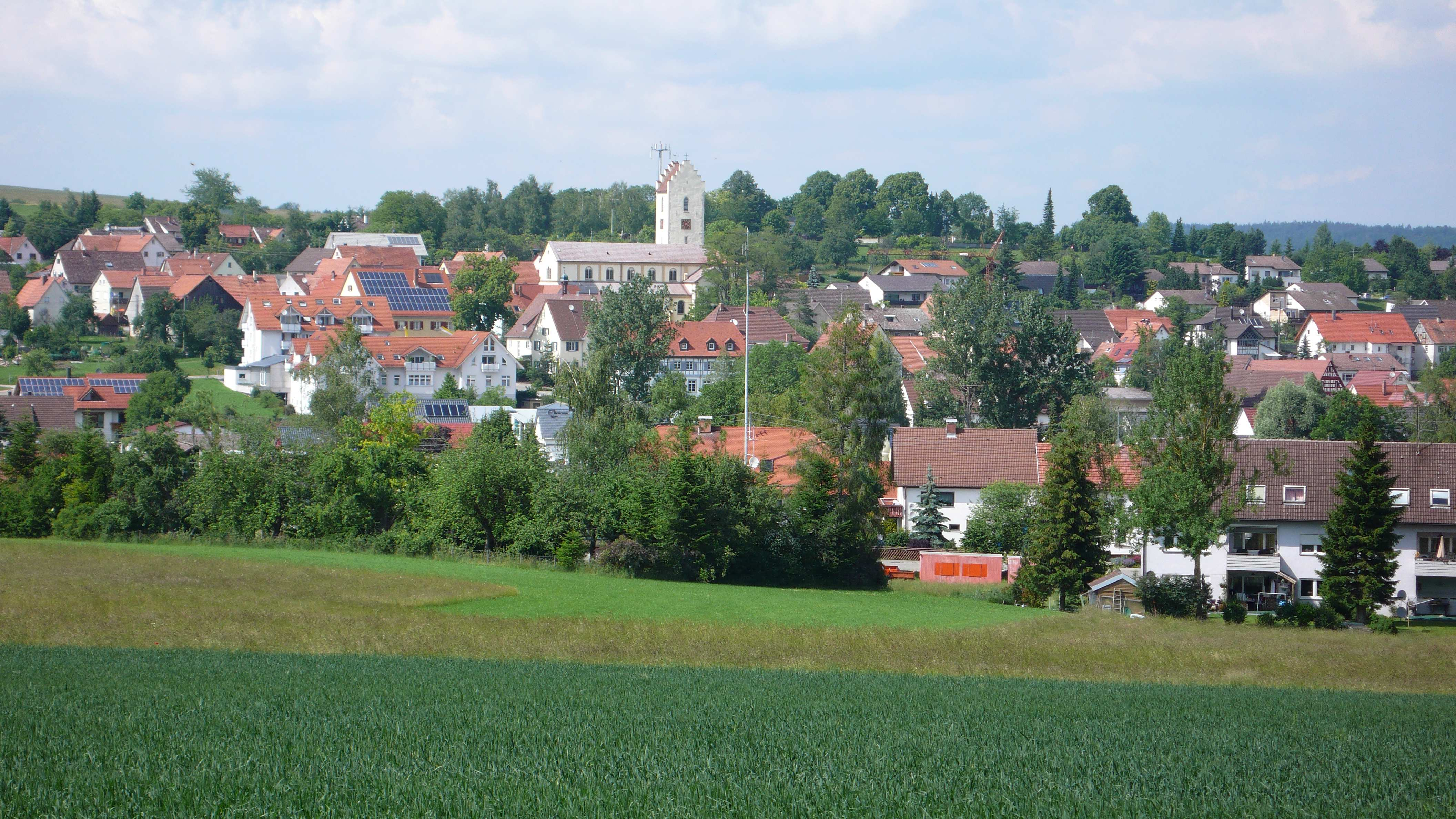
Emmingen-Liptingen

Emmingen-Liptingen là một thị trấn ở huyện Tuttlingen trong bang Baden-Württemberg thuộc nước Đức.
Emmingen được đề cập lần đầu vào năm 820, Liptingen được đề cập lần đầu vào năm 761. Hai đô thị này được hợp nhất vào năm 1975.